# Anilios proximus
Espèce
Synonymes
- Typhlops nigrescens McCoy, 1885
- Typhlops proximus Waite, 1893
- Typhlina proxima (Waite, 1893)
- Ramphotyphlops proximus (Waite, 1893)
- Austrotyphlops proximus (Waite, 1893)

Statut de conservation UICN

 LC  : Préoccupation mineure
Anilios proximus est une espèce de serpents de la famille des Typhlopidae. 

## Répartition
Cette espèce est endémique d'Australie. Elle se rencontre au Queensland, en Nouvelle-Galles du Sud, au Victoria et en Australie-Méridionale.

## Description
L'holotype d'Anilios proximus mesure 405 mm dont 8 mm pour la queue et dont le diamètre au milieu du corps est de 11,5 mm.

## Publication originale
- Waite, 1893 : Notes on Australian Typhlopidae. Records of the Australian Museum, vol. 2, p. 57-62 (texte intégral).